# میچیاکی کامادا
میچیاکی کامادا (انگلیسی: Michiaki Kamada؛ ۱۵ ژانویه ۱۸۹۰ – ۱۸ اکتبر ۱۹۴۷) دریاسالار نیروی دریایی امپراتوری ژاپن بود که در جنگ اقیانوس آرام حضور داشت.
وی در استان اهیمه، جزیره شیکوکو متولد شد و در سال ۱۹۱۱ از آکادمی نیروی دریایی امپراتوری ژاپن فارغ‌التحصیل شد و در نیروی دریایی مشغول به کار شد، کامانا در سال ۱۹۱۸ به درجه استوانی ارتقا یافت و در ناوهای مختلف ژاپن خدمت کرد. در سال ۱۹۳۴ به عنوان افسر اجرایی در نبردناو هیئی انتخاب شد، همچنین وی در نوامبر ۱۹۳۵ به درجه ناخدایی و در ۱۵ اکتبر ۱۹۴۱ به درجه دریابان ارتقا پیدا کرد. کامادا در جنگ بورنئو (۱۹۴۵) به‌عنوان فرمانده نیروی دریایی ژاپن حضور داشته است.
کامادا در ۸ سپتامبر ۱۹۴۵ نیروهای خود را به سرلشکر استرالیایی ادوارد جیمز میلفورد در عرشه اچ‌ام‌ای‌اس بوردکین (کی۳۷۶) تسلیم کرد. پس از تسلیم ژاپن، دادگاه نظامی هلند در پونتیاناک او را به جرم جنایات جنگی به دلیل اعدام ۱۵۰۰ بومی غرب بورنئو در سال ۱۹۴۴ و بدرفتاری با ۲۰۰۰ اسیر هلندی به مرگ محکوم کرد و وی در ۱۸ اکتبر ۱۹۴۷ به وسیله دار اعدام شد.